# Eremochroa psammias
Eremochroa psammias är en fjärilsart som beskrevs av Edward Meyrick 1897. Eremochroa psammias ingår i släktet Eremochroa och familjen nattflyn. Inga underarter finns listade i Catalogue of Life.